# Shenwan
Shenwan (kinesiska: 神湾) är en köping i sydöstra Kina. Den ligger i staden Zhongshan i provinsen Guangdong, omkring 94 kilometer söder om provinshuvudstaden Guangzhou. Antalet invånare är 31 559. Befolkningen består av 14 742 kvinnor och 16 817 män. Barn under 15 år utgör 13,0 %, vuxna 15-64 år 81 %, och äldre över 65 år 5,0 %.